# Solell del Soler
El Solell del Soler és una solana del terme municipal de Sant Quirze Safaja, a la comarca del Moianès.
És en el sector oriental del terme municipal, a la part central del territori de Bertí. És a migdia de l'extrem occidental del Serrat del Soler, a la dreta del Sot de Bernils, al nord-oest del Puig Descalç.